# 2629 Rudra
2629 Rudra eller 1980 RB1 är en asteroid i huvudbältet som korsar Mars omloppsbana. Den upptäcktes 13 september 1980 av den amerikanska astronomen Charles T. Kowal vid Palomar-observatoriet. Den har fått sitt namn efter Rudra i den indiska mytologin.
Asteroiden har en diameter på ungefär 4 kilometer.